# ماکسیمیلیان مونسکی
ماکسیمیلیان مونسکی (انگلیسی: Maximilian Munski؛ زادهٔ ۱۰ january ۱۹۸۸ (۳۷ سال)) ورزشکار روئینگ اهل آلمان است.
وی در مسابقات کشوری و بین‌المللی در مجموع برندهٔ ۲ مدال طلا، ۳ مدال نقره، ۱ مدال برنز شده‌است.